# Persone di nome Albino
| Questa pagina contiene informazioni ricavate automaticamente dalle voci biografiche con l'ausilio del template Bio e di un bot. L'aggiornamento è periodico e automatico e ricostruisce completamente la pagina. Se manca una persona in questa lista, sei pregato di non aggiungerla, ma accertati piuttosto che la sua voce biografica contenga il template Bio e che i dati anagrafici siano correttamente compilati. Se il template Bio manca, inseriscilo tu stesso o, in alternativa, metti l'avviso {{tmp\|Bio}} che ne segnala la mancanza. Se i dati riportati sono sbagliati, correggi direttamente la voce biografica; le modifiche saranno visibili in questa lista entro pochi giorni. Per chiarimenti vedi il progetto antroponimi. La lista contiene solo le 56 persone che sono citate nell'enciclopedia e per le quali è stato implementato correttamente il template Bio. Pagina aggiornata al 23 mag 2025. |

Questa è una lista di persone presenti nell'enciclopedia che hanno il nome Albino, suddivise per attività principale.

## Allenatori di calcio(1)
- Albino Cella, allenatore di calcio e ex calciatore italiano (Bobbio, n. 1938)

## Alpinisti(1)
- Albino Michielli, alpinista italiano (Cortina d'Ampezzo, n. 1928 - Cortina d'Ampezzo, † 1964)

## Arbitri di calcio(1)
- Albino Carraro, arbitro di calcio e dirigente sportivo italiano (Padova, n. 1899 - † 1964)

## Arcivescovi cattolici(1)
- Albino Mensa, arcivescovo cattolico italiano (Villa Alicia, n. 1916 - Pinerolo, † 1998)

## Astrofisici(1)
- Albino Carbognani, astrofisico italiano (Parma, n. 1965)

## Attori(1)
- Albino Principe, attore, sceneggiatore e regista italiano (Napoli, n. 1905 - Roma, † 1980)

## Bobbisti(1)
- Albino Zambelli, ex bobbista italiano (Cortina d'Ampezzo, n. 1941)

## Calciatori(4)
- Albino Bottini, calciatore italiano
- Albino Cossa, ex calciatore mozambicano (n. 1982)
- Friaça, calciatore brasiliano (Porciúncula, n. 1924 - Itaperuna, † 2009)
- Albino Rocco, calciatore italiano

## Canottieri(1)
- Albino Baldan, canottiere italiano (Venezia, n. 1925 - Cavallino-Treporti, † 1991)

## Cestisti(2)
- Albino Bocciai, cestista italiano (Trieste, n. 1920 - Trieste, † 1974)
- Albino Cuppo, cestista italiano (Trieste, n. 1910)

## Ciclisti su strada(2)
- Albino Binda, ciclista su strada italiano (Cittiglio, n. 1904 - Cittiglio, † 1976)
- Albino Crespi, ciclista su strada italiano (Busto Arsizio, n. 1930 - Monza, † 1994)

## Dirigenti sportivi(1)
- Albino Buticchi, dirigente sportivo italiano (Cadimare, n. 1926 - La Spezia, † 2003)

## Discoboli(1)
- Albino Pighi, discobolo e pesista italiano (Verona, n. 1903 - Verona, † 1971)

## Filologi(1)
- Albino Zenatti, filologo italiano (Trieste, n. 1859 - Roma, † 1915)

## Filosofi(1)
- Albino, filosofo greco antico (Smirne)

## Francescani(1)
- Albino Varotti, francescano, musicista e compositore italiano (Volano di Codigoro, n. 1925 - Castel Bolognese, † 2018)

## Giornalisti(1)
- Albino Longhi, giornalista italiano (Mantova, n. 1929 - Roma, † 2018)

## Ingegneri(1)
- Albino Pasini, ingegnere, dirigente d'azienda e politico italiano (Milano, n. 1888 - Rapallo, † 1972)

## Lottatori(1)
- Albino Vidali, lottatore italiano (n. 1915 - Muggia, † 2007)

## Militari(2)
- Albino Jara, militare paraguaiano (Luque, n. 1877 - Paraguarí, † 1912)
- Albino Volpi, militare italiano (Lodi, n. 1889 - Milano, † 1939)

## Monaci cristiani(2)
- Albino di Angers, monaco cristiano e vescovo francese (Vannes - Angers, † 550)
- Albino, monaco cristiano inglese († 732)

## Partigiani(1)
- Albino Abico, partigiano italiano (Milano, n. 1919 - Milano, † 1944)

## Piloti motociclistici(1)
- Albino Milani, pilota motociclistico italiano (Garbagnate Milanese, n. 1910 - Milano, † 2001)

## Pittori(3)
- Albino Galvano, pittore, storico dell'arte e filosofo italiano (Torino, n. 1907 - Torino, † 1990)
- Albino Lorenzo, pittore italiano (Tropea, n. 1922 - Tropea, † 2005)
- Albino Lucatello, pittore italiano (Venezia, n. 1927 - Udine, † 1984)

## Poeti(1)
- Albino Pierro, poeta italiano (Tursi, n. 1916 - Roma, † 1995)

## Politici(4)
- Albino Donati, politico italiano (Bagnolo Mella, n. 1902 - Brescia, † 1972)
- Albino Fontana, politico italiano (Comano, n. 1938 - Milano, † 2011)
- Albino Skerk, politico italiano (Duino-Aurisina, n. 1921 - † 1995)
- Albino Ottavio Stella, politico italiano (Monforte d'Alba, n. 1884 - Torino, † 1960)

## Poliziotti(1)
- Albino Badinelli, carabiniere italiano (Allegrezze, n. 1920 - Santo Stefano d'Aveto, † 1944)

## Presbiteri(2)
- Albino Bizzotto, presbitero italiano (Vicenza, n. 1939)
- Albino Perosa, presbitero e compositore italiano (Rivignano, n. 1915 - Udine, † 1997)

## Rapper(1)
- Skuba Libre, rapper italiano (Latina, n. 1985)

## Registi(1)
- Albino Cocco, regista e attore italiano (Roma, n. 1933 - Roma, † 2003)

## Religiosi(1)
- Albino da Milano, religioso e cardinale italiano

## Schermidori(1)
- Manuel Agüero, schermidore argentino (Buenos Aires, n. 1909)

## Sciatori alpini(1)
- Albino Alverà, sciatore alpino e alpinista italiano (Cortina d'Ampezzo, n. 1923 - Cortina d'Ampezzo, † 2004)

## Scrittori(2)
- Albino Bernardini, scrittore e insegnante italiano (Siniscola, n. 1917 - Bagni di Tivoli, † 2015)
- Albino Núñez Domínguez, scrittore, pedagogista e poeta spagnolo (Ourense, n. 1901 - Ourense, † 1971)

## Scultori(1)
- Albino Manca, scultore italiano (Tertenia, n. 1897 - New York, † 1976)

## Statistici(1)
- Albino Uggè, statistico italiano (Milano, n. 1899 - † 1971)

## Storici(1)
- Albino Garzetti, storico italiano (Bormio, n. 1914 - Bormio, † 1998)

## Vescovi(2)
- Albino di Vercelli, vescovo e santo italiano (Vercelli, † 451)
- Albino di Lione, vescovo francese (Lione)

## Vescovi cattolici(2)
- Albino González y Menéndez Reigada, vescovo cattolico spagnolo (Corias, n. 1881 - Cordova, † 1958)
- Albino Pella, vescovo cattolico italiano (Valdengo, n. 1865 - Casale Monferrato, † 1940)

## Senza attività specificata(1)
- Albino Bich, sciatore di pattuglia militare italiano (Valtournanche, n. 1903)